# Thecla hahneli
Thecla hahneli är en fjärilsart som beskrevs av Otto Staudinger 1888. Thecla hahneli ingår i släktet Thecla och familjen juvelvingar. Inga underarter finns listade i Catalogue of Life.